# Tides from Nebula
Tides from Nebula – trupă poloneză de post-rock, înființată în 2008 în Varșovia.

## Istorie
Formația a fost înființată în ianuarie 2008 în Varșovia. Numele trupei se referă la nebuloasă, nor uriaș de gaze și praf interstelar. Maciej Karbowski : 
„Ne interesează foarte mult tematica cosmică, climatul cosmic și în același timp climate foarte naturale: mare, vegetație etc. După părerea noastră, numele reflectă destul de bine muzica și atmosfera compozițiilor, măcar până acum.”
Primul concert al trupei a avut loc pe 18 mai în clubul No Mercy din Varșovia. În septembrie, împreună cu formația Root, Tides From Nebula au pornit în primul turneu, apoi în octombrie au cântat cu trupa americană Caspian și formația italiană At The Soundawn.

### 2009:Aura
Sesiunea de înregistrare a avut loc la sfârșitul lui februarie și începutul lui martie 2009 în Squat Studio sub privirea lui Łukasz Żebrowski. Coperta albumului a fost proiectată de artistul portughez Helder Pedro, care a colaborat și cu ''God Is an Astronaut''.
În martie, formația a cântat la Asymmetry Festival din Wrocław, câștigând primul premiu și premiul publicului. Imediat după acest eveniment, pe 31 martie, la concertul precedent Pure Reason Revolution, a fost prezentat materialul din albumul de debut al trupei, Aura. Albumul a fost lansat pe 25 mai de casa de discuri Lou & Rocked Boys.

### 2011:Earthshine
Al doilea album al formației, Eartshine, a avut premiera sa pe 9 mai 2011. Materialul pentru acest CD a fost înregistrat în prima parte a anului 2010 și producătorul lui a fost Zbigniew Preisner. Înregistrările le-a făcut Rafał Smoleń. Trupa a fost foarte mulțumită de rezultatele colaborării : „La al doilea album am pus atât de mult din partea noastră adevărată, pe cât am reușit, suntem foarte mândri de el”.

## Discografie
| 2009                          | Aura - Data: 25 mai 2009 - Casa de discuri: Lou & Rocked Boys: Lou & Rocked Boys | —  |
| 2011                          | Earthshine - Data: 9 mai 2011 - Casa de discuri: Mystic Production               | —  |
| 2013                          | Eternal Movement - Data: 2 octombrie 2013 - Casa de discuri: Mystic Production   | 33 |
| 2016                          | Safehaven - Data: 2 octombrie 2013 - Casa de discuri: Mystic Production          | 13 |
| 2019                          | From Voodoo to Zen - Data: 2 octombrie 2013 - Casa de discuri: Mystic Production | 3  |
| 2024                          | Instant Rewards - Data: 8 noiembrie 2024 - Casa de discuri: Nebula Records       |    |
| "—" poziția nu a fost notată. |                                                                                  |    |